# Waldau (Berna)
La Waldau è una grande clinica psichiatrica fondata nel 1855 nelle vicinanze di Berna.
Vi furono ricoverati, fra gli altri, il pittore Adolf Wölfli e lo scrittore Robert Walser.